# Campeonato Nacional de Clubes 1993
El Campeonato Nacional de Clubes de 1993 fue la edición inaugural del actual Torneo Nacional de Clubes, competición que reunió a los clubes directamente afiliados a la Unión Argentina de Rugby y a los provenientes de las uniones del interior. Se llevó a cabo entre el 9 de octubre y el 7 de noviembre de 1993.
El torneo se disputó a eliminación directa con encuentros de local y de visitante, excepto la final, que se llevó a cabo en el Estadio de Gimnasia y Esgrima de Buenos Aires (Sede Newbery). En el cuadro principal se enfrentaron los clubes de la División Superior de la UAR y los representantes de las uniones de Córdoba, Mendoza, Rosario y Tucumán.
San Isidro Club, campeón de la División Superior de la UAR, se quedó con el campeonato al vencer 27-19 en la final a Tucumán Rugby Club, campeón de la Unión de Rugby de Tucumán. Los tries del SIC en la final fueron marcados por Eduardo Victorica y Diego Albanese, mientras que José Cilley anotó los 17 puntos restantes a través de una conversión, un drop y cuatro penales. El Grupo II (o Zona B) del torneo fue ganado por Olivos Rugby Club, que venció en la final a Aranduroga Rugby Club de Corrientes.

## Equipos participantes
Participaron de este torneo veinticuatro equipos: diez clubes de la División Superior de la UAR y catorce clubes provenientes de diez uniones provinciales. Estos equipos fueron divididos en un Grupo I (o Zona A) de dieciséis equipos y un Grupo II (o Zona B) de ocho equipos. 

### Grupo I
En el cuadro principal participaron ocho clubes de la División Superior de la UAR y ocho clubes provenientes de cuatro uniones provinciales.
| Unión de origen                     | Club                     | Ciudad                | Provincia    |
| ----------------------------------- | ------------------------ | --------------------- | ------------ |
| Unión Argentina de Rugby 8 equipos  | Alumni                   | Tortuguitas           | Buenos Aires |
| Unión Argentina de Rugby 8 equipos  | Belgrano Athletic Club   | Buenos Aires          | C.A.B.A.     |
| Unión Argentina de Rugby 8 equipos  | CUBA                     | Buenos Aires          | C.A.B.A.     |
| Unión Argentina de Rugby 8 equipos  | Hindú                    | Don Torcuato          | Buenos Aires |
| Unión Argentina de Rugby 8 equipos  | La Plata Rugby Club      | La Plata              | Buenos Aires |
| Unión Argentina de Rugby 8 equipos  | Newman                   | Benavídez             | Buenos Aires |
| Unión Argentina de Rugby 8 equipos  | San Cirano               | Villa Celina          | Buenos Aires |
| Unión Argentina de Rugby 8 equipos  | San Isidro Club          | San Isidro            | Buenos Aires |
| Unión Cordobesa de Rugby 2 equipos  | Córdoba Athletic Club    | Córdoba               | Córdoba      |
| Unión Cordobesa de Rugby 2 equipos  | Jockey Club de Córdoba   | Córdoba               | Córdoba      |
| Unión de Rugby de Cuyo 2 equipos    | Los Tordos Rugby Club    | Guaymallén            | Mendoza      |
| Unión de Rugby de Cuyo 2 equipos    | Liceo Rugby Club         | Luján de Cuyo         | Mendoza      |
| Unión de Rugby de Rosario 2 equipos | Duendes Rugby Club       | Rosario               | Santa Fe     |
| Unión de Rugby de Rosario 2 equipos | Jockey Club de Rosario   | Rosario               | Santa Fe     |
| Unión de Rugby de Tucumán 2 equipos | Tucumán Lawn Tennis Club | San Miguel de Tucumán | Tucumán      |
| Unión de Rugby de Tucumán 2 equipos | Tucumán Rugby Club       | Yerba Buena           | Tucumán      |

### Grupo II
En el Grupo II (o Zona B) participaron dos clubes de la División Superior de la UAR y seis clubes provenientes de seis uniones provinciales.
| Unión de origen                    | Club                  | Ciudad        | Provincia    |
| ---------------------------------- | --------------------- | ------------- | ------------ |
| Unión Argentina de Rugby 2 equipos | Olivos Rugby Club     | Vicente López | Buenos Aires |
| Unión Argentina de Rugby 2 equipos | Regatas Bella Vista   | Bella Vista   | Buenos Aires |
| Unión Entrerriana de Rugby         | Estudiantes de Paraná | Paraná        | Entre Ríos   |
| Unión de Rugby de Mar del Plata    | Pueyrredón Rugby Club | Mar del Plata | Buenos Aires |
| Unión de Rugby de Salta            | Gimnasia y Tiro       | Salta         | Salta        |
| Unión de Rugby del Nordeste        | Aranduroga Rugby Club | Corrientes    | Corrientes   |
| Unión de Rugby del Sur             | Sociedad Sportiva     | Bahía Blanca  | Buenos Aires |
| Unión Sanjuanina de Rugby          | UNSJ                  | Pocito        | San Juan     |

## Grupo I
|  | Octavos de final  | Octavos de final  | Octavos de final |               |                 | Cuartos de final | Cuartos de final | Cuartos de final |  |                 | Semifinales        | Semifinales        | Semifinales        |  |                 | Final           | Final          | Final          |  |
|  | 9 de octubre      | 9 de octubre      | 9 de octubre     |               |                 | 17 de octubre    | 17 de octubre    | 17 de octubre    |  |                 | 23 y 24 de octubre | 23 y 24 de octubre | 23 y 24 de octubre |  |                 | 7 de noviembre  | 7 de noviembre | 7 de noviembre |  |
|  |                   |                   |                  |               |                 |                  |                  |                  |  |                 |                    |                    |                    |  |                 |                 |                |                |  |
|  |                   |                   |                  |               |                 |                  |                  |                  |  |                 |                    |                    |                    |  |                 |                 |                |                |  |
|  | San Isidro Club   | San Isidro Club   | 35               |               |                 |                  |                  |                  |  |                 |                    |                    |                    |  |                 |                 |                |                |  |
|  | San Isidro Club   | San Isidro Club   | 35               |               |                 |                  |                  |                  |  |                 |                    |                    |                    |  |                 |                 |                |                |  |
|  | Jockey (R)        | Jockey (R)        | 32               |               |                 |                  |                  |                  |  |                 |                    |                    |                    |  |                 |                 |                |                |  |
|  | Jockey (R)        | Jockey (R)        | 32               |               | San Isidro Club | San Isidro Club  | 23               |                  |  |                 |                    |                    |                    |  |                 |                 |                |                |  |
|  |                   |                   |                  |               | San Isidro Club | San Isidro Club  | 23               |                  |  |                 |                    |                    |                    |  |                 |                 |                |                |  |
|  |                   |                   | Los Tordos       | Los Tordos    | 9               |                  |                  |                  |  |                 |                    |                    |                    |  |                 |                 |                |                |  |
|  | Los Tordos        | Los Tordos        | Los Tordos       | Los Tordos    | 9               | 43               |                  |                  |  |                 |                    |                    |                    |  |                 |                 |                |                |  |
|  | Los Tordos        | Los Tordos        |                  |               |                 |                  |                  |                  |  |                 |                    |                    |                    |  |                 |                 |                |                |  |
|  | CUBA              | CUBA              | 38               |               |                 |                  |                  |                  |  |                 |                    |                    |                    |  |                 |                 |                |                |  |
|  | CUBA              | CUBA              | 38               |               |                 |                  |                  |                  |  | San Isidro Club | San Isidro Club    | 39                 |                    |  |                 |                 |                |                |  |
|  |                   |                   |                  |               |                 |                  |                  |                  |  | San Isidro Club | San Isidro Club    | 39                 |                    |  |                 |                 |                |                |  |
|  |                   |                   | Córdoba AC       | Córdoba AC    | 34              |                  |                  |                  |  |                 |                    |                    |                    |  |                 |                 |                |                |  |
|  | Duendes           | Duendes           | Córdoba AC       | Córdoba AC    | 34              | 69               |                  |                  |  |                 |                    |                    |                    |  |                 |                 |                |                |  |
|  | Duendes           | Duendes           |                  |               |                 |                  |                  |                  |  |                 |                    |                    |                    |  |                 |                 |                |                |  |
|  | Belgrano Athletic | Belgrano Athletic | 15               |               |                 |                  |                  |                  |  |                 |                    |                    |                    |  |                 |                 |                |                |  |
|  | Belgrano Athletic | Belgrano Athletic | 15               |               | Duendes         | Duendes          | 29               |                  |  |                 |                    |                    |                    |  |                 |                 |                |                |  |
|  |                   |                   |                  |               | Duendes         | Duendes          | 29               |                  |  |                 |                    |                    |                    |  |                 |                 |                |                |  |
|  |                   |                   | Córdoba AC       | Córdoba AC    | 37              |                  |                  |                  |  |                 |                    |                    |                    |  |                 |                 |                |                |  |
|  | Newman            | Newman            | Córdoba AC       | Córdoba AC    | 37              | 24               |                  |                  |  |                 |                    |                    |                    |  |                 |                 |                |                |  |
|  | Newman            | Newman            |                  |               |                 |                  |                  |                  |  |                 |                    |                    |                    |  |                 |                 |                |                |  |
|  | Córdoba AC        | Córdoba AC        | 39               |               |                 |                  |                  |                  |  |                 |                    |                    |                    |  |                 |                 |                |                |  |
|  | Córdoba AC        | Córdoba AC        | 39               |               |                 |                  |                  |                  |  |                 |                    |                    |                    |  | San Isidro Club | San Isidro Club | 27             |                |  |
|  |                   |                   |                  |               |                 |                  |                  |                  |  |                 |                    |                    |                    |  | San Isidro Club | San Isidro Club | 27             |                |  |
|  |                   |                   | Tucumán Rugby    | Tucumán Rugby | 19              |                  |                  |                  |  |                 |                    |                    |                    |  |                 |                 |                |                |  |
|  | Jockey (C)        | Jockey (C)        | Tucumán Rugby    | Tucumán Rugby | 19              | 28               |                  |                  |  |                 |                    |                    |                    |  |                 |                 |                |                |  |
|  | Jockey (C)        | Jockey (C)        |                  |               |                 |                  |                  |                  |  |                 |                    |                    |                    |  |                 |                 |                |                |  |
|  | La Plata RC       | La Plata RC       | 39               |               |                 |                  |                  |                  |  |                 |                    |                    |                    |  |                 |                 |                |                |  |
|  | La Plata RC       | La Plata RC       | 39               |               | La Plata RC     | La Plata RC      | 23               |                  |  |                 |                    |                    |                    |  |                 |                 |                |                |  |
|  |                   |                   |                  |               | La Plata RC     | La Plata RC      | 23               |                  |  |                 |                    |                    |                    |  |                 |                 |                |                |  |
|  |                   |                   | Alumni           | Alumni        | 18              |                  |                  |                  |  |                 |                    |                    |                    |  |                 |                 |                |                |  |
|  | Alumni            | Alumni            | Alumni           | Alumni        | 18              | 29               |                  |                  |  |                 |                    |                    |                    |  |                 |                 |                |                |  |
|  | Alumni            | Alumni            |                  |               |                 |                  |                  |                  |  |                 |                    |                    |                    |  |                 |                 |                |                |  |
|  | Tuc. Lawn Tennis  | Tuc. Lawn Tennis  | 24               |               |                 |                  |                  |                  |  |                 |                    |                    |                    |  |                 |                 |                |                |  |
|  | Tuc. Lawn Tennis  | Tuc. Lawn Tennis  | 24               |               |                 |                  |                  |                  |  | La Plata RC     | La Plata RC        | 13                 |                    |  |                 |                 |                |                |  |
|  |                   |                   |                  |               |                 |                  |                  |                  |  | La Plata RC     | La Plata RC        | 13                 |                    |  |                 |                 |                |                |  |
|  |                   |                   | Tucumán Rugby    | Tucumán Rugby | 27              |                  |                  |                  |  |                 |                    |                    |                    |  |                 |                 |                |                |  |
|  | Hindú             | Hindú             | Tucumán Rugby    | Tucumán Rugby | 27              | 38               |                  |                  |  |                 |                    |                    |                    |  |                 |                 |                |                |  |
|  | Hindú             | Hindú             |                  |               |                 |                  |                  |                  |  |                 |                    |                    |                    |  |                 |                 |                |                |  |
|  | Liceo             | Liceo             | 28               |               |                 |                  |                  |                  |  |                 |                    |                    |                    |  |                 |                 |                |                |  |
|  | Liceo             | Liceo             | 28               |               | Hindú           | Hindú            | 22               |                  |  |                 |                    |                    |                    |  |                 |                 |                |                |  |
|  |                   |                   |                  |               | Hindú           | Hindú            | 22               |                  |  |                 |                    |                    |                    |  |                 |                 |                |                |  |
|  |                   |                   | Tucumán Rugby    | Tucumán Rugby | 34              |                  |                  |                  |  |                 |                    |                    |                    |  |                 |                 |                |                |  |
|  | Tucumán Rugby     | Tucumán Rugby     | Tucumán Rugby    | Tucumán Rugby | 34              | 66               |                  |                  |  |                 |                    |                    |                    |  |                 |                 |                |                |  |
|  | Tucumán Rugby     | Tucumán Rugby     |                  |               |                 |                  |                  |                  |  |                 |                    |                    |                    |  |                 |                 |                |                |  |
|  | San Cirano        | San Cirano        | 20               |               |                 |                  |                  |                  |  |                 |                    |                    |                    |  |                 |                 |                |                |  |
|  | San Cirano        | San Cirano        | 20               |               |                 |                  |                  |                  |  |                 |                    |                    |                    |  |                 |                 |                |                |  |
|  |                   |                   |                  |               |                 |                  |                  |                  |  |                 |                    |                    |                    |  |                 |                 |                |                |  |

### Octavos de final
| 9 de octubre | San Isidro Club | 35 - 32 | Jockey Club de Rosario | San Isidro Club, San Isidro |  |
|              |                 | Reporte |                        |                             |  |

| 9 de octubre | Los Tordos | 43 - 38 | CUBA |  |  |

| 9 de octubre | Duendes | 69 - 15 | Belgrano Athletic |  |  |

| 9 de octubre | Newman | 24 - 39 | Córdoba AC |  |  |

| 9 de octubre | Jockey Club de Córdoba | 28 - 39 | La Plata RC |  |  |

| 9 de octubre | Alumni | 29 - 24 | Tucumán Lawn Tennis |  |  |

| 9 de octubre | Hindú | 38 - 28 | Liceo |  |  |

| 9 de octubre | Tucumán Rugby | 66 - 20 | San Cirano | Tucumán Rugby Club, Yerba Buena |  |
|              |               | Reporte |            |                                 |  |

### Cuartos de final
| 17 de octubre | Los Tordos | 9 - 23  | San Isidro Club | Los Tordos Rugby Club, Guaymallén |  |
|               |            | Reporte |                 |                                   |  |

| 17 de octubre | Duendes | 29 - 37 | Córdoba AC |  |  |

| 17 de octubre | La Plata RC | 23 - 18 | Alumni |  |  |

| 17 de octubre | Tucumán Rugby | 34 - 22 | Hindú | Tucumán Rugby Club, Yerba Buena |  |
|               |               | Reporte |       |                                 |  |

### Semifinales
| 23 de octubre | La Plata RC | 13 - 27 | Tucumán Rugby | La Plata Rugby Club, Gonnet |  |
|               |             | Reporte |               |                             |  |

| 24 de octubre | San Isidro Club | 39 - 34 | Córdoba AC | San Isidro Club, San Isidro |  |
|               |                 | Reporte |            |                             |  |

### Final
| 7 de noviembre | San Isidro Club | 27 - 19 | Tucumán Rugby | Estadio GEBA, Buenos Aires             |                                        |
|                |                 | Reporte |               | Árbitro(s): Santiago Borsani (Rosario) | Árbitro(s): Santiago Borsani (Rosario) |

| Bandera de la Provincia de Buenos Aires |
| San Isidro Club Campeón                 |
| Primer título                           |

## Grupo II
|  | Cuartos de final     | Cuartos de final     | Cuartos de final    |                     |               | Semifinales   | Semifinales   | Semifinales   |  |               | Final         | Final         | Final         |  |
|  | 9 de octubre         | 9 de octubre         | 9 de octubre        |                     |               | 17 de octubre | 17 de octubre | 17 de octubre |  |               | 23 de octubre | 23 de octubre | 23 de octubre |  |
|  |                      |                      |                     |                     |               |               |               |               |  |               |               |               |               |  |
|  |                      |                      |                     |                     |               |               |               |               |  |               |               |               |               |  |
|  | Aranduroga RC        | Aranduroga RC        | 45                  |                     |               |               |               |               |  |               |               |               |               |  |
|  | Aranduroga RC        | Aranduroga RC        | 45                  |                     |               |               |               |               |  |               |               |               |               |  |
|  | Estudiantes (Paraná) | Estudiantes (Paraná) | 12                  |                     |               |               |               |               |  |               |               |               |               |  |
|  | Estudiantes (Paraná) | Estudiantes (Paraná) | 12                  |                     | Aranduroga RC | Aranduroga RC | 37            |               |  |               |               |               |               |  |
|  |                      |                      |                     |                     | Aranduroga RC | Aranduroga RC | 37            |               |  |               |               |               |               |  |
|  |                      |                      | Regatas Bella Vista | Regatas Bella Vista | 22            |               |               |               |  |               |               |               |               |  |
|  | Regatas Bella Vista  | Regatas Bella Vista  | Regatas Bella Vista | Regatas Bella Vista | 22            | 46            |               |               |  |               |               |               |               |  |
|  | Regatas Bella Vista  | Regatas Bella Vista  |                     |                     |               |               |               |               |  |               |               |               |               |  |
|  | Sociedad Sportiva    | Sociedad Sportiva    | 17                  |                     |               |               |               |               |  |               |               |               |               |  |
|  | Sociedad Sportiva    | Sociedad Sportiva    | 17                  |                     |               |               |               |               |  | Aranduroga RC | Aranduroga RC | 15            |               |  |
|  |                      |                      |                     |                     |               |               |               |               |  | Aranduroga RC | Aranduroga RC | 15            |               |  |
|  |                      |                      | Olivos RC           | Olivos RC           | 24            |               |               |               |  |               |               |               |               |  |
|  | Gimnasia y Tiro      | Gimnasia y Tiro      | Olivos RC           | Olivos RC           | 24            | 16            |               |               |  |               |               |               |               |  |
|  | Gimnasia y Tiro      | Gimnasia y Tiro      |                     |                     |               |               |               |               |  |               |               |               |               |  |
|  | Olivos RC            | Olivos RC            | 19                  |                     |               |               |               |               |  |               |               |               |               |  |
|  | Olivos RC            | Olivos RC            | 19                  |                     | Olivos RC     | Olivos RC     | 44            |               |  |               |               |               |               |  |
|  |                      |                      |                     |                     | Olivos RC     | Olivos RC     | 44            |               |  |               |               |               |               |  |
|  |                      |                      | UNSJ                | UNSJ                | 13            |               |               |               |  |               |               |               |               |  |
|  | UNSJ                 | UNSJ                 | UNSJ                | UNSJ                | 13            | 26            |               |               |  |               |               |               |               |  |
|  | UNSJ                 | UNSJ                 |                     |                     |               |               |               |               |  |               |               |               |               |  |
|  | Pueyrredón RC        | Pueyrredón RC        | 18                  |                     |               |               |               |               |  |               |               |               |               |  |
|  | Pueyrredón RC        | Pueyrredón RC        | 18                  |                     |               |               |               |               |  |               |               |               |               |  |
|  |                      |                      |                     |                     |               |               |               |               |  |               |               |               |               |  |

### Cuartos de final
| 9 de octubre | Aranduroga RC | 45 - 12 | Estudiantes de Paraná |  |  |

| 9 de octubre | Regatas Bella Vista | 46 - 17 | Sociedad Sportiva |  |  |

| 9 de octubre | Gimnasia y Tiro | 16 - 19 | Olivos RC |  |  |

| 9 de octubre | UNSJ | 26 - 18 | Pueyrredón RC |  |  |

### Semifinales
| 17 de octubre | Aranduroga RC | 37 - 22 | Regatas Bella Vista |  |  |

| 17 de octubre | Olivos RC | 44 - 13 | UNSJ |  |  |

### Final
| 23 de octubre | Olivos RC | 24 - 15 | Aranduroga RC | Olivos Rugby Club, Vicente López      |                                       |
|               |           | Reporte |               | Árbitro(s): Paul Bleckwedel (Tucumán) | Árbitro(s): Paul Bleckwedel (Tucumán) |

| Bandera de la Provincia de Buenos Aires |
| Olivos Rugby Club Campeón Grupo II      |